# Grazia Bottani
Grazia Caramel, coniugata Bottani (Fagarè della Battaglia, 3 novembre 1898 – Treviso, 29 maggio 1990), è stata una pittrice e artista italiana.
I suoi mosaici e arazzi realizzati a telaio sono stati esposti alla Biennale di Venezia nel 1950, 1962, 1968 e 1970

## Biografia
Grazia Bottani Caramel nasce a Fagarè della Battaglia, frazione di San Biagio di Callalta, in provincia di Treviso il 3 novembre 1898, figlia di un merciaio proprietario di un modesto negozio. Perde la madre l'8 marzo 1908 a soli dieci anni di età.
Sorella del pittore e saggista Giacomo Caramel, nato otto anni prima nel 1890, con cui più tardi condividerà esperienze di formazione artistica e da cui apprenderà le tecniche della pittura a olio, di figura e di copia dal vero.
Sposata con il medico Giovanni Bottani (17/2/1903- 5/8/1966), dopo un intervallo di vita trascorso a Trecenta (Rovigo), si trasferisce a Venezia dove apre il suo studio in Cannaregio 4011, per poi ritornare a vivere e dipingere a Fagare' della Battaglia nella nuova Villa Bottani, che spesso sarà protagonista dei suoi quadri e più volte dipinta anche dal nipote pittore Bruno Darzino Caramel.
Nella sua lunga attività artistica produce, oltre a dipinti ed incisioni, arazzi a telaio, mosaici, pannelli decorativi, tessuti, sete e foulards.
Muore a Treviso nel 1990.
Molti critici, giornalisti e intellettuali hanno accompagnato il lungo percorso artistico di questa pittrice defilata ma capace nella sua vita di esporre in Italia e all'estero, «in punta di piedi», con una vivace forza espressiva, ma proposta con rara modestia: Guido Carrer, Luigina Santi, Paolo Rizzi de Il Gazzettino, Manlio Alzetta dell'Avvenire e della Voce di San Marco, Giuseppe Dell'Oro, Guglielmo Gigli e Luigi Favaro (Minosse), Pietro Lizier del Popolo del Veneto, Sandro Scabello de La Notte, Enrico Buda de La Vernice, Ernani Costantini, artista e presidente del Centro d'arte S. Vidal dell'UCAI (Unione Cattolica Artisti Italiani) sezione di Venezia, Guido Perocco, in particolar modo Federico Castellani del Gazzettino e Piero Franceschetti, oltre naturalmente al fratello pittore Giacomo Caramel e al nipote prof. Luciano Caramel. Ha ottenuto articoli e recensioni anche su Arte Italiana Contemporanea, Enciclopedia Universale Seda, Il Giornale Economico, Exibition of Venetian Mosaics, Ausonia, La Revue Moderne des Arts et de la Vie.

## Attività
Suoi mosaici sono presenti nel Cimitero, nel Sacrario Militare e nella facciata della Chiesa di San Marco Evangelista a Fagare' della Battaglia (quest' ultimo realizzato nel 1954), oltre che ad Asmara  ed in altri luoghi.
Sue opere sono custodite al Museo civico Luigi Bailo di Treviso (“Casa sul fiume”, Fagaré 1927 ca., olio su compensato 25x34, deposito AM 323), ed in collezioni private in Italia, Austria, Inghilterra e Stati Uniti.
Frequenta saltuariamente la scuola libera del nudo all'Accademia di Venezia, ma rimane nel complesso un'autodidatta
Espone per la prima volta nel 1924, come Grazia Caramel, a soli 26 anni, nel Salone del Palazzo dei Trecento a Treviso, alla Mostra collettiva di Arte Trevigiana. Le due opere intitolate Grigio (142) e Arazzo (159) della giovane artista si fanno notare dalla critica e dalla giuria, che di conseguenza la invita alle successive edizioni del 1925, 1926, 1927 e 1929 (opere esposte: Rose-109, Arazzo-186, pannello decorativo Batik-187, scialle-189, fazzoletti-189, Larici-63, Il Pelmo-64); particolare il fatto che nella edizione del 1942 definita da Marco Goldin "fatidica undicesima esposizione" esordirà a soli 20 anni il nipote Bruno Darzino Caramel. La prima partecipazione alla Biennale di Venezia risale alla 25 edizione nel 1950, dove viene invitata ad esporre un'opera al Padiglione delle Arti Decorative. La prima mostra personale a Venezia risale al 1952 alla Galleria Sandri a cui seguiranno le mostre personali alla Fondazione Bevilacqua La Masa nel 1953, 1958 e 1960. Con la mostra personale del 1958 inizia un decennale sodalizio con la Galleria San Vidal (Venezia) che organizza altre personali nel 1960, 1961 e nel 1969, oltre alle partecipazioni a quattro collettive (1958, 1960, 1965 e '66). Nel 1967 ancora una mostra dal carattere antologico le viene dedicata dalla Galleria Santo Stefano con il saggio “Opere di Grazia Bottani” scritto dal fratello Giacomo Caramel, viene nuovamente selezionata dalla Biennale di Venezia dove espone nel 1962 un mosaico  di 100 per 70 cm con tessere di piccolo formato intitolato Composizione musiva, nel 1968 espone tappeto rosso e nel 1970 l’arazzo Motivo in Rosso di grandi dimensioni pubblicato anche sul catalogo generale della 35 Esposizione Biennale Internazionale d'Arte curato dal grafico Salvatore Gregorietti da poco succeduto in quel ruolo a Diego Birelli. Dal 1950 ai primi anni settanta espone in mostre collettive nazionali ed internazionali, spingendosi nelle capitali europee, da Londra a Parigi, da Graz a Istanbul, da Monaco di Baviera ad Atene, da Anversa a Cannes. Nel 1958 espone alla Mostra delle Pittrici Venete organizzata da FIDAPA a Cagliari. e Sassari. Viene selezionata e invitata ad esporre ben 5 volte al Premio di Pittura Mestre, nel 1959, 1961, 1963, 1964 e nel 1966. Espone al Premio Burano nel 1961, alla Biennale Triveneta di Padova nel '59, '61 e '63, alla mostra di Arte Sacra Laurentianum di Mestre nel 1964 e '66. Suoi Mosaici alla Biennale di Arte Sacra Contemporanea, e opere pittoriche nelle mostre "Artisti Veneziani a Trento" nel '64 e nello stesso anno alla "Mostra d'oltremare" a Napoli e alla "mostra Regionale incisioni" di Ca' Giustinian. Sempre a Cà Giustinian espone nel '66 alla mostra "Pittrici Belghe e Veneziane", nello stesso anno viene invitata alla Mostra Nazionale "Salvator Rosa", poi nel 1967 alla Mostra Nazionale a Palazzo delle Esposizioni a Roma, alla Nazionale della Gran Guardia e alla Nazionale di Benevento nel 1969. Alle collettive degli anni ‘60 spesso si ritrova con i suoi familiari come ad esempio al Premio Mestre del 63, dove nel catalogo, tra le opere in concorso troviamo Bruno Darzino, suo nipote figlio di un fratello  (opera n 26 Lavandaie), e invece invitati fuori concorso Grazia Bottani (opera n 86 “Cantiere”) e il fratello Giacomo Caramel (opera n 91 Visione e fiducia). Con loro fuori concorso espongono tutti i principali protagonisti di un periodo artistico particolarmente fecondo che travalica i confini regionali e nazionali: vi troviamo infatti Mario Deluigi, Virgilio Guidi, Armando Pizzinato, Emilio Vedova, Edmondo Bacci, Felice Carena, Guido Cadorin, Bruno Saetti, Giovanii Barbisan, Giuseppe Cesetti, Luigi Candiani (pittore), Guido Carrer, Franco Batacchi, Remigio Butera, Girolamo De Stefani , Mario Disertori, Neno Mori, Marco Novati, Zoran Mušič, Giuseppe Santomaso e altri selezionati da un comitato e da una giuria di qualità dove figurano oltre ai pittori Saetti e Santomaso, anche Pietro Zampetti e Toni Toniato. Continuano gli inviti della Fondazione Bevilacqua La Masa, dove negli stessi anni delle sue 4 personali, espone anche alle mostre collettive del 1953/54 (Case al mare), 1961/62 (Pittura 61, un arazzo intitolato La finestra e nella sezione Arti Decorative foulard e due batik), e nel 1962/63 dove espone una Composizione in concorso per cartoni da realizzarsi in mosaico.
Nel 1971 la Galleria Giraldo di Treviso le. dedica una mostra personale di ampio respiro.

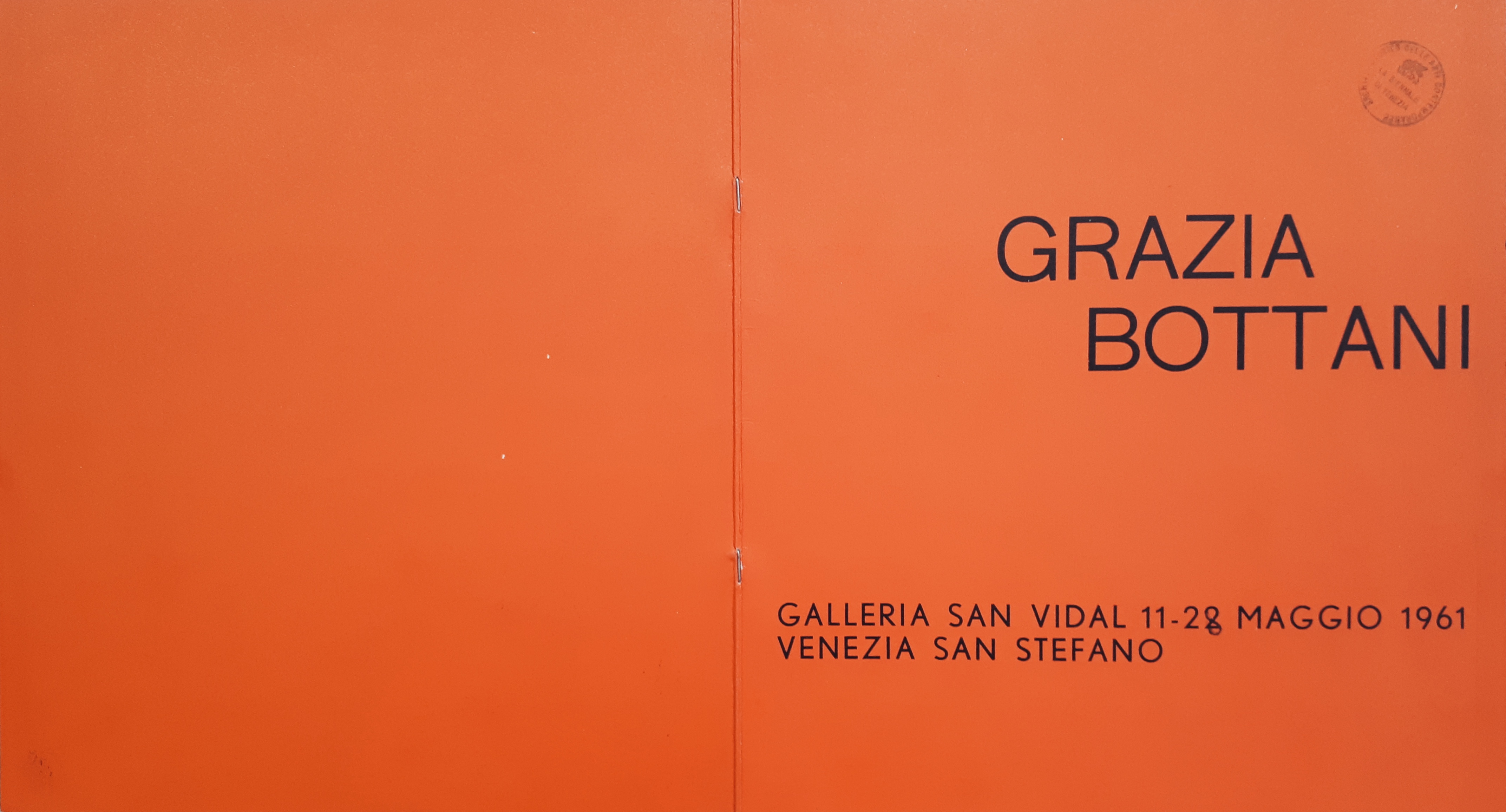
Grazia Bottani

Nel 1979 viene organizzata la sua ultima mostra antologica, al Museo Casa da Noal di Treviso, dove l'artista ottantunenne si presenta con la sua gentilezza, chiedendo agli astanti di partecipare al suo mondo fatto di quadri «composti come ritmi musicali». «Il suo modo di dipingere è vario nelle tinte a pennellate a tessitura musiva, ma sempre armonioso e delicato come il suo animo» scrive il pittore Guido Carrer in occasione di una precedente presentazione alla Galleria San Vidal, armonia confermata nell'ultima antologica dove la sua città Treviso ha partecipato omaggiando la lunga vita artistica di Grazia Bottani Caramel con una folta partecipazione di pubblico e di critica.